# Спортски савез Београда
Спортски савез Београда је асоцијација гранских спортских савеза, територијалних спортских савеза, спортских друштава, савеза за област спорта и удружења на територији града Београда. Седиште савеза налази се у Тиршовој бр.3 на Савском венцу.

## Опште информације
Спортски савез Београда представља асоцијацију гранских спортских савеза, спортских друштава, савеза за област спорта и удружења на територији Београда, а чини га 106 чланица, кроз 60 различитих спортских грана где је укључено 1400 активних клубова, 68.000 спортиста од којих је 53.000 мушкараца и 18.000 жена, док спортиста млађих категорија има близу 50.000.
Циљеви Спортског савеза Београда су стварање услова за постизање спортских резултата, промоција и зашитита спорта и спортиста, односно спортских организација, промоција Београда као спортског центра кроз такмичења и манифестације, популација и омасовљење спорта, као и међуградска и међународна спортска сарадња.
У оквиру савеза ради 14 комисија и то : Комисија за категоризацију спортских грана/спортова, мисаоних спортова, мисаоних спортских игара и спортских вештина, Комисија за категоризацију клубова из Београда, Комисија за програм и финансије, Комисија за врхунске спортске манифестације и такмицења од интереса за Град, Комисија за доделу награда и признања, Комисија за спортске објекте и инвестиције, Комисија за стручни рад у спорту, Комисија за жене, спорт и окружење, Комисија за рекреативни спорт, Комисија за категоризацију спортских клубова са седиштем на територији града Београда који остварују изузетне спортске резултате у олимпијским и параолимпијским спортовима и Здравствена комисија.

## Историјат
Основан је 26. маја 1946. године када је основан Фискултурни одбор Београда на челу са председником основачког одбора Миљаном Неорчићем и секретаром Слободаном Ћосићем.
Након успостављања савеза спорт у Београду након Другог светског рата започиње ново поглавље, а сама новооснована институција поред Фискултурног одбора Југославије постаје основни покретач и носилац спортског живота града. Обе институције су функционисале уз подршку Савеза социјалистичке омладине Југославије.
Фискултурни одбора Београда деловао је под тим називом до 1952. године када је преименован у Савез спортова Београд, а 1962. године у Савез организације за физичку културу Београда - СОФКА која је наредне три деценије окупила око себе велики број градских спортских савеза и асоцијација.
Београд је у то време био богат спортским догађајима, изграђен је велики број спортских објеката, а СОФК-а је учествовала у организацији такмичења у кошарци, одбојци, стреличарству, џудоу, рвању, фудбалу, боћању, мото спорт и другим. Подршком тадашњег градоначелника Бранка Пешића изграђени су хала Пионир, хала Пинки, СРЦ Ташмајдан, СЦ Бањица, базени у Кошутњаку, након чега је Београд постао град где су се одржавала многа светска такмичења и где су југословенски и српски спортисти освајали запажене резултате.